# کریم چشک
کریم چشک سرتیپ ارتش جمهوری اسلامی ایران است، که هم‌اکنون به‌عنوان معاون عملیات نیروی زمینی ارتش فعالیت می‌کند.
وی از ۱۳۹۴ تا ۱۳۹۶ جانشین فرمانده لشکر ۵۸ تکاور بود، از ۱۳۹۶ تا ۱۳۹۷ فرماندهی تیپ ۴۰ پیاده سراب را برعهده داشت، در فاصله سال‌های ۱۳۹۸ تا ۱۴۰۱ به‌عنوان معاون بازرسی نیروی زمینی ارتش فعالیت می‌کرد و از ۱۴۰۱ معاون عملیات فرمانده نیروی زمینی ارتش است. چشک در سال ۱۳۹۸ درجه سرتیپ‌دومی و در سال ۱۴۰۲ درجه سرتیپی دریافت کرد.